# Канырка
Канырка — река в России, протекает в Свердловской и Тюменской областях. Устье реки находится в 239 км по правому берегу реки Тура. Длина реки составляет 19 км.
В 9,2 км от устья по левому берегу впадает река Бочанка.

## Название
На старых картах река называется Кынырка. Здесь когда-то находилось укрепленное селение — Кынырский (Кинырский городок, где жили татары — кынырцы (от этнического имени кынгыр).

## Данные водного реестра
По данным государственного водного реестра России относится к Иртышскому бассейновому округу, водохозяйственный участок реки — Тура от впадения реки Тагил и до устья, без рек Тагил, Ница и Пышма, речной подбассейн реки — Тобол. Речной бассейн реки — Иртыш.
Код объекта в государственном водном реестре — 14010502312111200007562.